# Lever héliaque de Sirius
 (octobre 2023).
Si vous disposez d'ouvrages ou d'articles de référence ou si vous connaissez des sites web de qualité traitant du thème abordé ici, merci de compléter l'article en donnant les références utiles à sa vérifiabilité et en les liant à la section « Notes et références ».
Le lever héliaque de Sirius est le moment de l'année où Sirius, l'étoile la plus brillante du ciel nocturne, est à nouveau visible à l'horizon à l'aube, après une période où elle n'est au-dessus de l'horizon que pendant la journée.
La régularité de son apparition a fait que bien des peuples de l'Antiquité l'ont utilisée comme point de repère astronomique. Le plus connu est celui des Égyptiens, mais c'était aussi le cas des Grecs : tous les huit ans, les éphores de Sparte guettaient Sirius pour y chercher un « signe » ayant une incidence sur la vie politique ; de même, les gens[Lesquels ?] de l'île de Kéôs devaient chaque année guetter l'apparition de Sirius, en armes, et lui sacrifier[Quoi ?] ; selon Théophraste, divers végétaux étaient plantés à l'époque du lever héliaque de Sirius. Chez les Iraniens, où l'on adorait l'étoile (c'était le dieu Tištrya), les mages, selon Marcus Manilius, montaient chaque année sur le mont Tauros pour en observer le lever héliaque. 
Dans le ciel nocturne d'Égypte, l'étoile, appelée Sothis si l'on utilise la forme hellénisée de l'égyptien, est représentée sous la forme d'une petite chienne (canicula en latin) appartenant à la constellation du Grand Chien (canis major en latin).

## Description
Aux variations près liées à la précession des équinoxes, le lever héliaque de Sirius apparaît toujours au même moment de l'année solaire[Quand ?].

## Égypte antique

### Datation
Le calendrier égyptien n'ayant pas d'année bissextile (année de 365 jours), son nouvel an, le 1er Thôt, se décale d'un jour tous les quatre ans vis-à-vis du cycle solaire. Pour cette raison, une fois par « période sothiaque » de 1460 ans (365 x 4), le nouvel an égyptien et le lever héliaque de Sirius (ou Sothis) ont lieu le même jour. Lorsque cet événement arrive, il est souvent immortalisées sur les bas-reliefs, l'année à venir étant considérée comme extrêmement bénéfique, au même titre que les années où le nouvel an coïncide avec l'inondation.
D'après le grammairien et chronologiste Censorin, une telle coïncidence a eu lieu en 139. On peut calculer que les précédentes eurent lieu en 1317, 2775 et 4235 av. J.-C.
Ces événements sont utilisés pour dater les règnes de certains pharaons, l'indication d'une date de lever héliaque de Sirius dans le calendrier civil égyptien permettant théoriquement sa datation absolue. L'absence d’informations sur les lieux d'observation des levers héliaques crée cependant une grande variabilité des résultats.
Par exemple, un texte de la XIIe dynastie signale un lever héliaque, le 16 du huitième mois de l'an 7 du règne de Sésostris III, soit cent quarante jours avant le nouvel an. À raison d'un jour tous les quatre ans, on trouve donc que l'an 7 du règne de Sésostris III était à 560 années (140 x 4) de la prochaine coïncidence, celle de 1320 av. J.-C., soit l'année 1880 av. J.-C., en parfait accord avec les autres estimations des dates de ce règne.
Un certain nombre de critiques sont formulées contre la datation au moyen de la période sothiaque. On n'est ainsi pas sûr que le calendrier civil soit resté inchangé durant des siècles, on n'a pas retrouvé de mention explicite de ce cycle dans les écrits prédynastiques et la date de 4235 av. J.-C. comme date de création du calendrier semble contredite par l'archéologie.

### Lien avec la crue du Nil
Durant la période prédynastique, le lever héliaque de Sirius coïncide avec le début de la crue du Nil observée à Thèbes vers le 20-25 juin, donc au solstice d'été dans l'hémisphère nord. La réapparition simultanée de l'étoile la plus brillante et de l'eau avait une signification hautement symbolique. C'est également la période la plus chaude de l'année, d'où le nom de « canicule » (dérivé de canicula) donné par les Romains, et qui est utilisée  pour définir une période de grande chaleur.
Aujourd'hui avec la précession des équinoxes, le lever héliaque de Sirius a lieu en août à la latitude du Caire alors que la crue (sans le barrage d'Assouan) a toujours lieu vers le 25 juin. Le lever héliaque de Sirius a donc environ six semaines de retard sur la crue du Nil, et le lien entre les deux événements est rompu.